# Cassegrain (Mondkrater)
Cassegrain ist ein Einschlagkrater auf der Mondrückseite.
Cassegrain liegt im Süden der erdabgewandten Seite, westlich des riesigen Kraters Planck, auf halbem Wege zwischen Kimura und Lebedev. In südwestlicher Richtung trifft man auf Priestley und Kugler.
Das Kraterinnere ist relativ eben, lediglich im Nordwesten finden sich einige kleinere Strukturen. Die Entstehungszeit des Kraters fällt in die nektarische Periode.
Cassegrain hat drei Nebenkrater:
| Buchstabe | Position            | Durchmesser | Link |
| --------- | ------------------- | ----------- | ---- |
| B         | 49,57° S, 114,64° O | 27 km       |      |
| H         | 52,84° S, 115,66° O | 30 km       |      |
| K         | 54,45° S, 113,88° O | 16 km       |      |

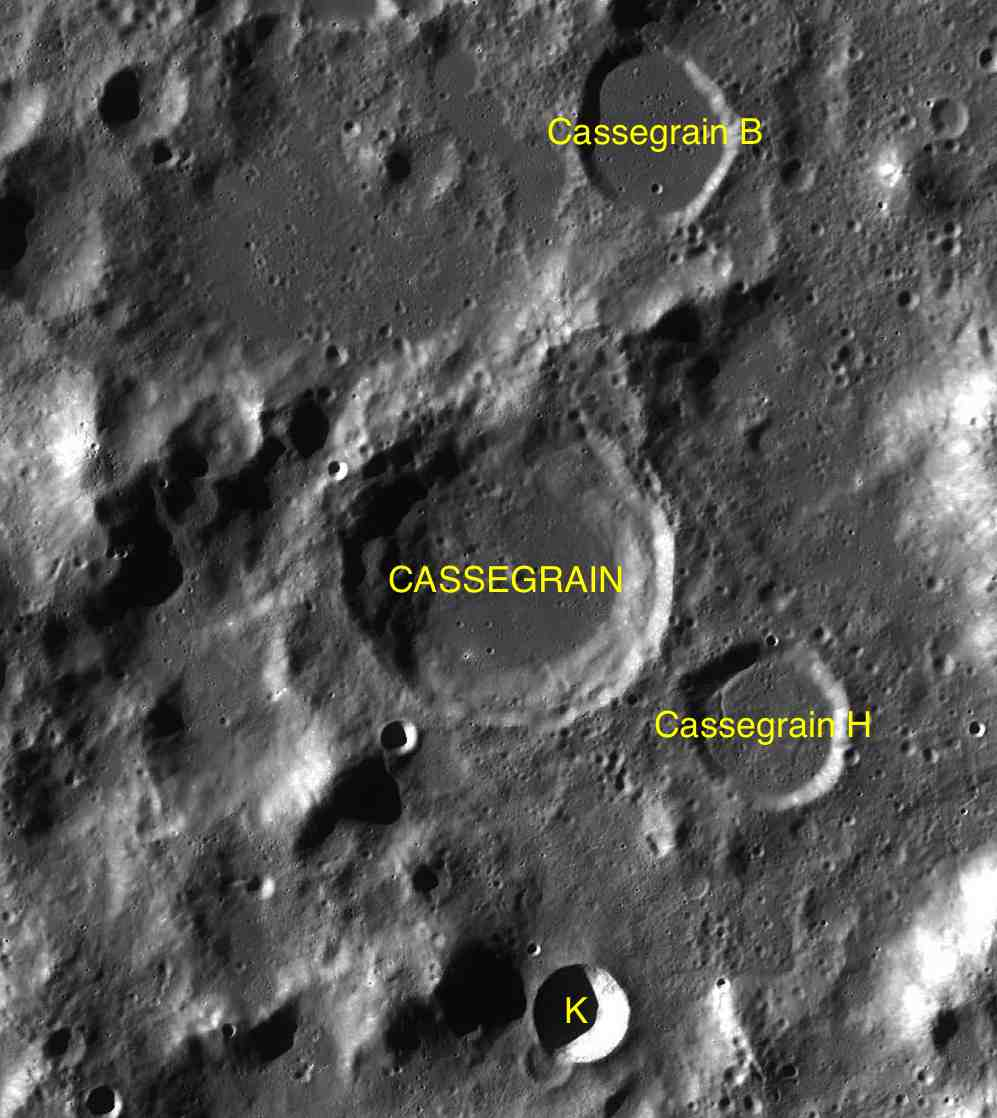
Cassegrain mit seinen Nebenkratern

Der Krater wurde 1970 von der IAU offiziell nach dem französischen Priester und Teleskopkonstrukteur Laurent Cassegrain benannt.